# Cẩm Phả Stadium
Das Cẩm Phả Stadium (vietnamesisch Sân vận động Cẩm Phả) ist ein Mehrzweckstadion in der vietnamesischen Stadt Cẩm Phả, Provinz Quảng Ninh. Es wurde bis 2021 als Heimspielstätte des Erstligisten Than Quảng Ninh FC genutzt. Das Stadion hat ein Fassungsvermögen von 15.000 Personen.
2021 fanden im Rahmen der Südostasienspiele Fußballspiele der Nationalmannschaften der Frauen statt.